# Barbara Kosmowska
Barbara Kosmowska (ur. 24 stycznia 1958 w Bytowie) – polska filolożka i pisarka.

## Życiorys
Ukończyła filologię polską na Uniwersytecie Gdańskim. Przez krótki czas była nauczycielką języka polskiego w Bytowie. W roku 1999 na macierzystej uczelni gdańskiej obroniła pracę doktorską zatytułowaną Pomiędzy dzieciństwem a dorosłością. O powieściopisarstwie Zofii Urbanowskiej. Praca ta, dotycząca literatury polskiego pozytywizmu skierowanej do dzieci i młodzieży, dostała wyróżnienie Summa cum lauda.
Obecnie pracuje na stanowisku adiunkta Zakładu Historii Literatury Romantyzmu i Pozytywizmu na Wydziale Filologiczno-Historycznym Akademii Pomorskiej w Słupsku. Jej naukowe zainteresowania to literatura pozytywizmu oraz literatura dla dzieci i młodzieży (współpracuje z poświęconym tym problemom czasopismem Guliwer). Pełni również funkcje kuratora społecznego oraz radnej w Bytowie.
Mężatka, matka dwóch córek.

## Twórczość
Debiutowała jako licealistka w latach 70. XX w. na łamach czasopisma „Na przełaj”. W latach 80. zdobyła liczne nagrody i wyróżnienia w konkursach poetyckich.
Opublikowała kolejno:
- Głodna kotka (2000)
- Teren prywatny (2001)
- Prowincja (2002)
- Gobelin (2002)
- Buba (2002)
- W górę rzeki (2003)
- Niebieski autobus (2004)
- Myślinki (2005)
- Buba: Sezon ogórkowy (2007)
- Pozłacana rybka (2007)
- Hermańce (2008)
- Puszka (2008)
- Samotni.pl (2011)
- Dziewczynka z parku (2012)
- Niechciana (2012)
- Sezon na Zielone Kasztany (2013)
- Gorzko (2014)
- Panna Foch (2015)
- Niezłe ziółko (2016)
- Tru (2017)
- Obronić królową (2017)

Barbara Kosmowska jest także autorką słuchowisk dla dzieci i młodzieży.

## Nagrody
Kilka powieści zdobyło prestiżowe wyróżnienia: książka Teren prywatny, nazywana najbardziej kobiecą powieścią B. Kosmowskiej, w 2001 wygrała konkurs literacki pod nazwą Dziennik polskiej Bridget Jones (zorganizowany przez wydawnictwo Zysk i S-ka) i przyniosła autorce sławę i popularność; trafiła też na Listę Bestsellerów Andrzeja Rostockiego drukowaną przez dziennik „Rzeczpospolita”. Buba w 2002 r. zdobyła nagrodę główną w ogólnopolskim konkursie na powieść dla dzieci i młodzieży pod hasłem Uwierz w siłę wyobraźni (zorganizowanego przez wydawnictwa Muza i Media Rodzina). Książka Pozłacana rybka zdobyła nagrodę literacką Książka Roku 2007 przyznawaną przez Polską Sekcję IBBY (International Board on Books for Young People) oraz została nagrodzona w Konkursie Literackim im. Astrid Lindgren, zorganizowanym przez Fundację ABCXXI – Cała Polska czyta dzieciom pod patronatem Ministra Kultury i Dziedzictwa Narodowego. Książka Niezłe ziółko otrzymała w 2017 r. Nagrodę „Żółtej Ciżemki” Biblioteki Kraków. 